# Ваконда (Південна Дакота)
Ваконда (англ. Wakonda) — місто (англ. town) в США, в окрузі Клей штату Південна Дакота. Населення — 347 осіб (2020).

## Географія
Ваконда розташована за координатами 43°0′29″ пн. ш. 97°6′22″ зх. д. / 43.00806° пн. ш. 97.10611° зх. д. (43.008115, -97.105974).  За даними Бюро перепису населення США в 2010 році місто мало площу 1,00 км², уся площа — суходіл.

## Демографія
Згідно з переписом 2010 року, у місті мешкала 321 особа в 128 домогосподарствах у складі 72 родин. Густота населення становила 321 особа/км².  Було 163 помешкання (163/км²).
Расовий склад населення:
| - 98,4 % — білих - 0,3 % — чорних або афроамериканців - 1,2 % — осіб інших рас |

До двох чи більше рас належало 0,0 %. Частка іспаномовних становила 1,2 % від усіх жителів.
За віковим діапазоном населення розподілялося таким чином: 21,8 % — особи молодші 18 років, 51,7 % — особи у віці 18—64 років, 26,5 % — особи у віці 65 років та старші. Медіана віку мешканця становила 48,9 року. На 100 осіб жіночої статі у місті припадало 99,4 чоловіків;  на 100 жінок у віці від 18 років та старших — 88,7 чоловіків також старших 18 років.
Середній дохід на одне домашнє господарство  становив 43 021 долар США (медіана — 41 250), а середній дохід на одну сім'ю — 58 000 доларів (медіана — 48 750). За межею бідності перебувало 13,5 % осіб, у тому числі 12,2 % дітей у віці до 18 років та 16,7 % осіб у віці 65 років та старших.
Цивільне працевлаштоване населення становило 140 осіб. Основні галузі зайнятості: освіта, охорона здоров'я та соціальна допомога — 25,0 %, виробництво — 19,3 %, роздрібна торгівля — 13,6 %.